# Leopardus tigrinus
El tigrillo o leopardo tigre (Leopardus tigrinus) es una especie de mamífero carnívoro de la familia Felidae. Es un felino de hábitos nocturnos propio de los bosques tropicales de América Central y América del Sur entre los 600 y 4300 m s. n. m. También llamado pequeño gato moteado. Miembro del género Felis. Pertenecía al subgénero Leopardus. Actualmente, está catalogado como especie en peligro de extinción según la Ley de Especies en Peligro de Extinción de Estados Unidos.

## Características

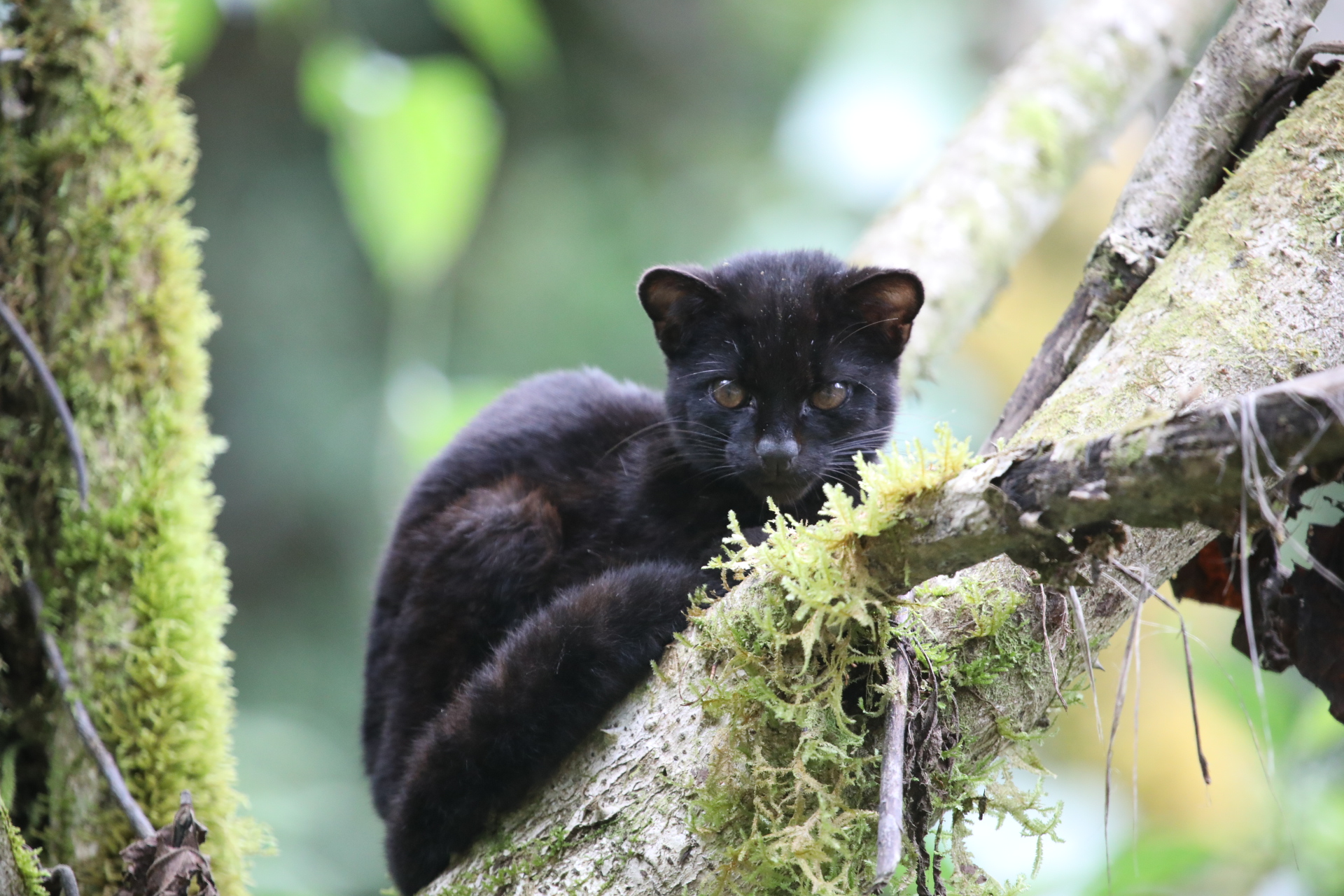
Ejemplo de un Leopardus tigrinus con melanismo, visto en Cerro de la Muerte, Costa Rica.

Alcanza una longitud cabeza-cuerpo de 39 a 78 cm, con una cola de 20 a 42 cm de largo. La altura está entre 22 y 30 cm. Su peso varía entre los 2 y 3 kg.
La piel es gruesa y suave, de coloración marrón claro a ocre oscuro, con numerosas rosetas negruzcas en el dorso y los flancos. La parte inferior es pálida con manchas oscuras y la cola está ranillada. La parte posterior de las orejas es negra con ocelos en negrilla. Las rosetas son negras o marrones, abiertas en el centro y de forma irregular. Las patas tienen puntos de tamaño mediano, que se estrechan a puntos más pequeños en la parte inferior, a este animal se le ha encontrado melanismo una condición genética que cambia de color al animal este presentó un color negro y fue descubierto en Huila Colombia.
Se encuentra en una amplia gama de hábitats, desde tierras bajas semiáridas hasta bosques de nubes y bosques de montaña, en Costa Rica, Panamá y el norte de América del Sur, normalmente en cotas altas, pero le es posible también adaptarse en zonas más bajas.
El tigrillo caza roedores y pájaros. Normalmente la madre sólo tiene un cachorro, pero pueden llegar a tener hasta tres. El período de gestación es de 74 a 76 días. La longevidad se le estima en unos 17 años; en cautiverio está documentada hasta en 20 años.

## Localización
Dentro de las localizaciones reportadas se encuentra desde el norte como Costa Rica y tan al sur como el extremo norte de Argentina. Su área de distribución geográfica se extiende por Brasil y las Guayanas, así como por partes de Venezuela, Colombia, Ecuador, Bolivia y Paraguay. Se han registrado durante estas ubicaciones elevaciones que van desde el nivel del mar hasta los 3200 m donde puede habitar.
La especie se encuentra en los bosques nubosos en desaparición de las cordilleras del sur de América Central y de los Andes, generalmente por encima de los 1.500 m sobre el nivel del mar, pero especialmente entre 2000 y 3000 m

## Subespecies
En 2013, se dividió en dos especies: el gato tigre del norte (Leopardus tigrinus) y el gato tigre del sur (Leopardus guttulus), luego a aprecio otra especie Leopardus pardinoides, felino de cola larga y orejas cortas y redondas, que pesa 2,27 kg, Pelaje de un color de fondo rojizo/anaranjado/amarillo grisáceo adornado con rosetas medianas-grandes de forma irregular, "nubladas”.

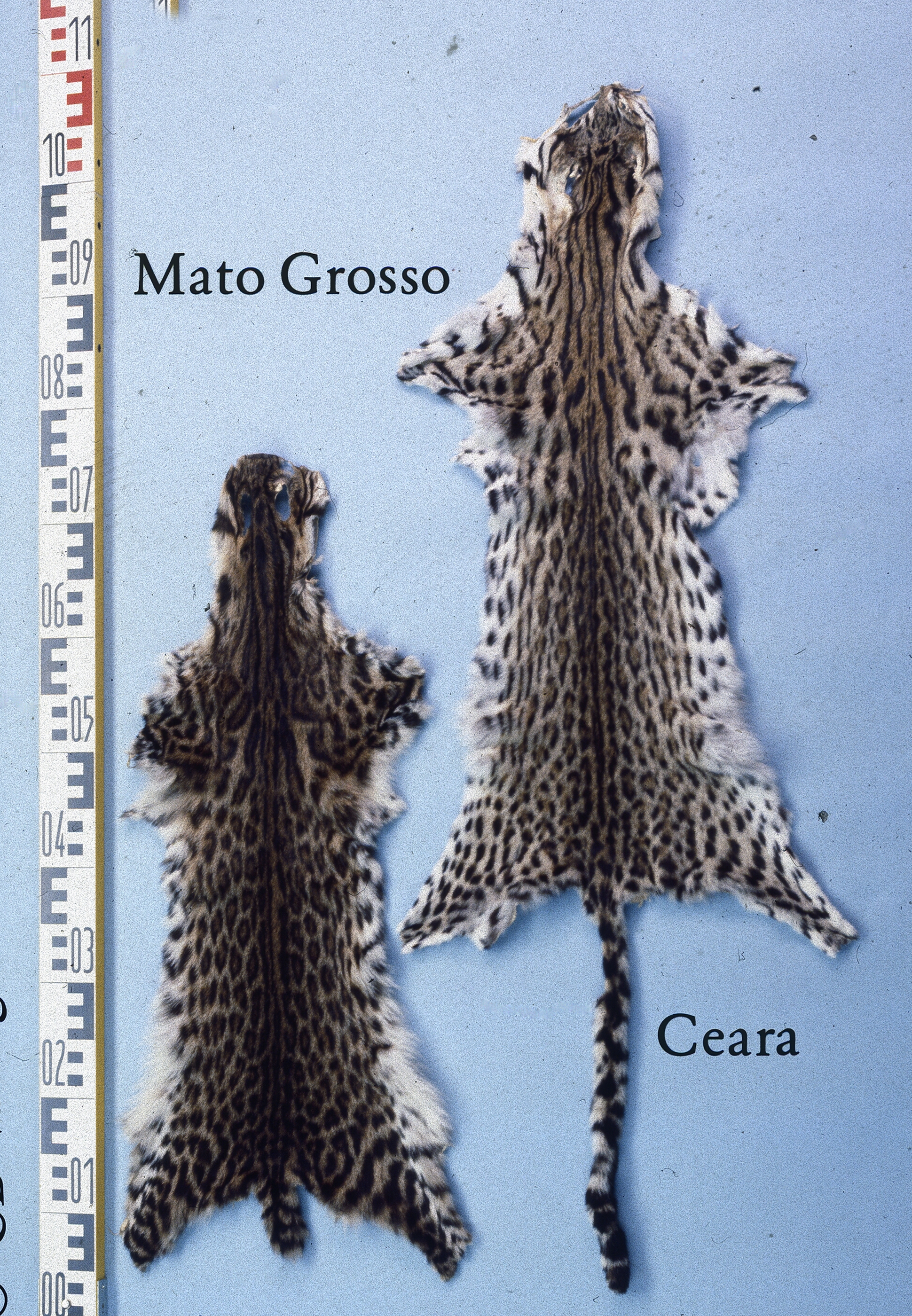
Los tigrillos se matan a menudo por su piel.

Hay tres subespecies de tigrillo, una de ellas en peligro de extinción, la cual es endémica de Centroamérica (Leopardus tigrinus oncilla), donde se estima que sólo quedan ejemplares en Costa Rica. 
- Leopardus tigrinus oncilla. Se encuentra en Costa Rica
- Leopardus tigrinus pardinoides. Se encuentra al oeste de Venezuela, en Colombia, Ecuador, Perú y Bolivia.
- Leopardus tigrinus tigrinus. Se encuentra al este de Venezuela, en la Guyana, y al noreste de Brasil.

- Leopardus guttulus, que se encuentra en el centro y sur de Brasil, en Paraguay, Bolivia y al noreste de Argentina, antes considerado como subespecie de L. tigrinus, es ahora considerado como una especie diferente.[1]

El pelo de la Oncilla es lanudo y menos grueso, Pesan entre 1,5 kg y 3 kg, los machos son más grandes que las hembras. Su longitud corporal puede oscilar entre 35 y 60 cm, con una altura de unos 25 cm.
Se alimentan de pequeños mamíferos, lagartijas, aves, huevos, invertebrados y ocasionalmente ranas arbóreas. Generalmente viven entre 10 y 14 años en estado salvaje, aunque se sabe que pueden vivir hasta 23 años en cautiverio.

## Avistamientos
Se han encontrado 16 registros confirmados de la Oncilla para Colombia, desde 1970 hasta el 2005. Siete de los cuales se presentan en los últimos diez años y corresponden al Parque Nacional Chingaza; Parque Nacional El Cocuy;  Parque Nacional Natural los Nevados; Parque Nacional Natural La Macarena; Santuario de Fauna y Flora Volcán Galeras; Reserva Forestal Bremen, Quindío y Macizo de Mamapacha, Boyacá.
Estos registros se ubican en las tres cordilleras colombianas
Las ubicaciones precisas son:
- Parque Nacional Natural Chingaza (766 km²)

- Parque Nacional Natural El Cocuy (3.060 km²)

- Parque Nacional Natural Los Nevados (583 km²)

- Parque Nacional Natural La Macarena (6.293 km²)

- Santuario de Fauna y Flora Volcán Galeras (76 km²)

- Reserva Forestal Bremen (7,3 km²)

El Parque Nacional Natural La Macarena y El Cocuy son los parques con mayor área (6.293 y 3.060 km² respectivamente) y probablemente contienen una importante población de oncillas (185- 6.293 y 90-3.060) respectivamente.